# Sybra flavoides
Sybra flavoides là một loài bọ cánh cứng trong họ Cerambycidae.